# Oakes Ames
Oakes Ames (Easton, Massachusetts, 10 de janeiro de 1804 – Easton, 8 de maio de 1873) foi um industrial, capitalista americano, e membro da Câmara dos Representantes dos Estados Unidos por Massachusetts. Como um congressista, lhe é creditado por muitos historiadores como sendo a influência mais importante na construção de parte da parte da ferrovia transcontinental da Union Pacific. É também lembrado pelo subsequente Escândalo do Crédit Mobilier nos EUA da suposta venda indevida de ações da companhia de construção da ferrovia.

## Biografia

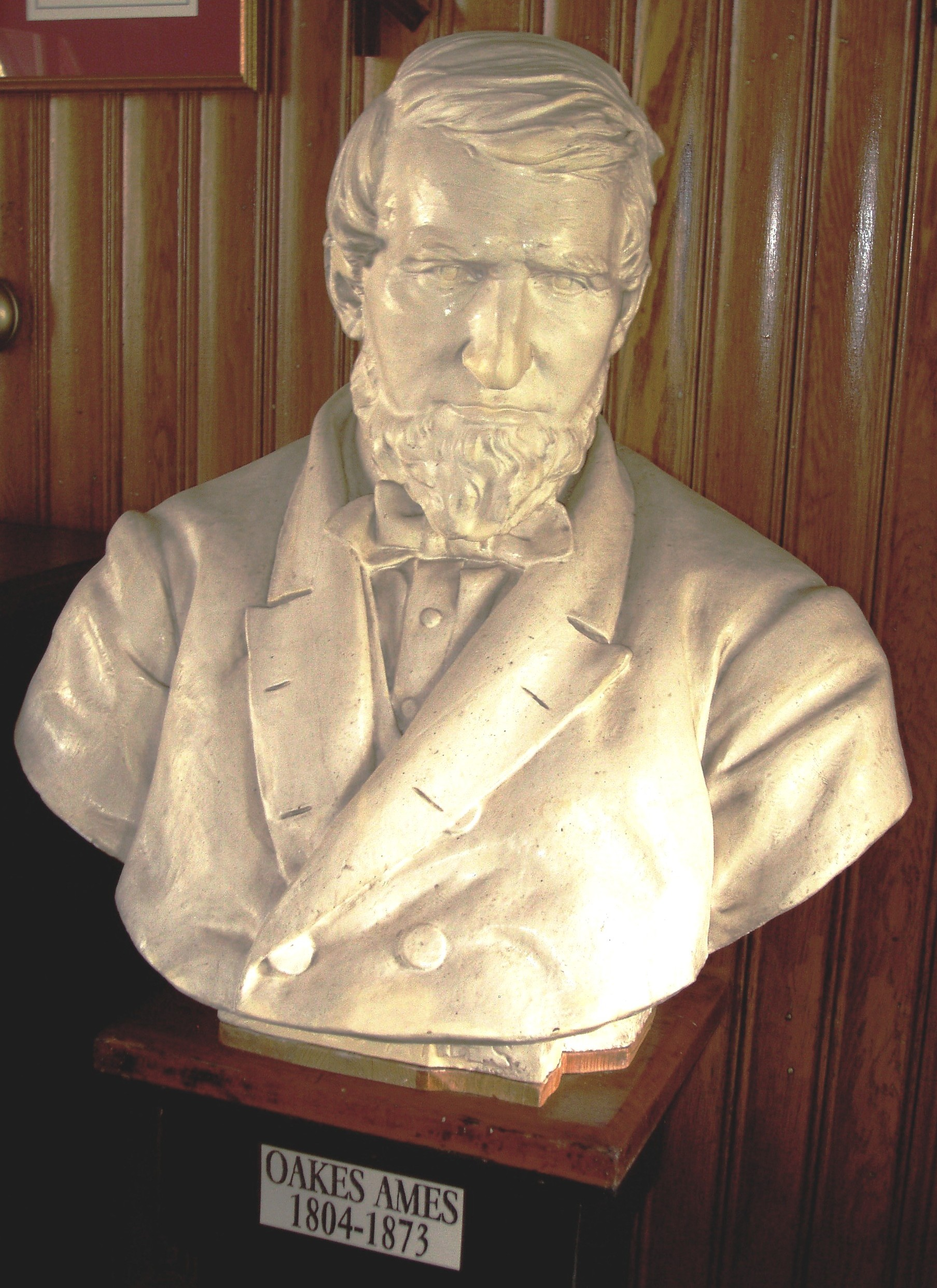
Busto de Oakes Ames feito por "EB, North Easton" no início da década de 1870. Sociedade Histórica de Easton.

Ames nasceu em Easton, Massachusetts, filho de Oliver Ames, Sr., um ferreiro que montou um negócio de fazer pás e ficou apelidado de "Rei de Espadas". Em sua juventude obteve uma educação escolar pública e mais tarde trabalhou nas oficinas da família para aprender passo a passo o processo de fabricação. Posteriormente tornou-se sócio no negócio, e com seu irmão Oliver Ames, Jr., fundou a firma Oliver Ames & Sons. Impulsionado pela povoação da região Centro-Oeste dos Estados Unidos, pela descoberta de ouro na Califórnia e na Austrália, bem como pela construção de ferrovias, o negócio de produção de pás cresceu. Durante a Guerra de Secessão, a empresa prosperou com contratos de fabricação de espadas, pás, etc. Ames ganhou uma grande fortuna.
Ames foi influente na criação do Partido Republicano em Massachusetts. Em 1860, se tornou membro do conselho executivo de Massachusetts, e de 1863 a 1873, serviu como congressista dos Estados Unidos pelo 2º Distrito de Massachusetts. No Congresso, se tornou membro do comitê de ferrovias durante o início da construção da ferrovia transcontinental. Em 1865, o presidente Lincoln pediu-lhe para assumir o controle de parte do projeto da Union Pacific, que apresentava dificuldades devido à Guerra de Secessão e tinha construído apenas doze quilômetros de trilhos.
Através de sua influência, obteve contratos para a empresa de sua família na construção da Union Pacific e emprego quase todos os bens da família como capitalização para o projeto. Os contratos foram posteriormente transferidos para a Companhia Crédit Mobilier da América depois que Ames demitiu seu fundador Thomas Durant. Seu irmão Oliver Ames, Jr. foi nomeado presidente da Union Pacific  em 1866. A ferrovia foi concluída em 1869.
Em 1872, foi divulgado que Ames vendeu ações da Crédit Mobilier para os companheiros congressistas a um preço muito abaixo do valor de mercado das ações. O escândalo tornou-se público e levou a uma investigação realizada pela Câmara dos Representantes, que recomendou formalmente a expulsão. Em 28 de fevereiro de 1873, a Câmara aprovou uma resolução formal de censura a Ames "na busca de garantir a atenção do Congresso para os negócios de uma empresa em que ele estava interessado, e cujo interesse dependia diretamente da legislação do Congresso, através da indução de membros do Congresso para investir nas ações da referida empresa." Detratores se referiam a ele como o "Embuste Ames." Ames morreu logo depois em North Easton, Massachusetts.
Em 10 de maio de 1883, por ocasião do 14º aniversário da conclusão da ferrovia, o legislativo estadual de Massachusetts aprovou uma resolução exonerando Ames. Seu filho Oliver Ames foi vice-governador e governador de Massachusetts.

## Homenagens
As contribuições de Ames e de seu irmão Oliver na construção da Pacific Union são lembradas no Monumento Ames em Sherman Summit, perto de Laramie, Wyoming, ao longo da rota original. O monumento piramidal foi projetado pelo famoso arquiteto Henry Hobson Richardson (que realizou uma série de projetos para a família Ames) com placas esculpidas dos irmãos Ames por Augustus Saint-Gaudens. Na época de sua construção, o monumento foi localizado no ponto mais alto alcançado pela rota transcontinental da Union Pacific. Com uma mudança na rota da ferrovia, o monumento, hoje, não está em uma rota principal de transporte.
O nome das cidades de Ames, em Iowa e Ames, Nebraska é uma homenagem a Oakes. A escola pública em North Easton, Massachusetts tem o nome de Oliver Ames High School.